# Darrun Hilliard
Darrun Hilliard II (Bethlehem, 13 aprile 1993) è un cestista statunitense.

## Carriera

### NBA (2015-2018)

#### Detroit Pistons (2015-2017)
Dopo aver giocato per quattro anni nei Villanova Wildcats, diventò eleggibile per il Draft NBA 2015. Al Draft venne selezionato come 38ª scelta dai Detroit Pistons. In due anni a Detroit disputò 77 partite, senza convincere i Pistons, tanto che il 29 giugno 2017 venne ceduto ai Los Angeles Clippers, che lo tagliarono subito.

#### San Antonio Spurs (2017-2018)
Il 12 settembre 2017 firmò un two-way contract con i San Antonio Spurs.

### Europa (2018-)

#### Saski Baskonia (2018-2019)
Il 13 agosto 2018 firmò con il Saski Baskonia.

## Statistiche

### College
| Anno      | Squadra            | PG  | PT  | MP   | TC%  | 3P%  | TL%  | RP  | AP  | PRP | SP  | PP   |
| --------- | ------------------ | --- | --- | ---- | ---- | ---- | ---- | --- | --- | --- | --- | ---- |
| 2011-2012 | Villanova Wildcats | 29  | 9   | 18,1 | 37,3 | 29,2 | 76,7 | 2,4 | 1,0 | 0,4 | 0,3 | 4,8  |
| 2012-2013 | Villanova Wildcats | 34  | 34  | 29,9 | 40,3 | 31,5 | 73,9 | 2,8 | 1,6 | 1,6 | 0,3 | 11,4 |
| 2013-2014 | Villanova Wildcats | 34  | 34  | 29,1 | 48,6 | 41,4 | 71,8 | 3,6 | 2,6 | 1,3 | 0,5 | 14,3 |
| 2014-2015 | Villanova Wildcats | 35  | 35  | 28,8 | 44,0 | 38,7 | 79,6 | 3,1 | 2,1 | 1,8 | 0,3 | 14,3 |
| Carriera  | Carriera           | 132 | 112 | 26,8 | 43,6 | 36,7 | 74,8 | 3,0 | 1,9 | 1,3 | 0,4 | 11,4 |

### NBA

#### Regular Season
| Anno      | Squadra           | PG | PT | MP   | TC%  | 3P%  | TL%  | RP  | AP  | PRP | SP  | PP  |
| --------- | ----------------- | -- | -- | ---- | ---- | ---- | ---- | --- | --- | --- | --- | --- |
| 2015-2016 | Detroit Pistons   | 38 | 2  | 10,1 | 39,7 | 38,0 | 72,5 | 1,2 | 0,7 | 0,2 | 0,0 | 4,0 |
| 2016-2017 | Detroit Pistons   | 39 | 1  | 9,8  | 37,3 | 26,1 | 75,0 | 0,8 | 0,8 | 0,3 | 0,1 | 3,3 |
| 2017-2018 | San Antonio Spurs | 14 | 0  | 6,8  | 26,3 | 0,0  | 85,7 | 0,5 | 0,8 | 0,1 | 0,0 | 1,1 |
| Carriera  | Carriera          | 91 | 3  | 9,4  | 37,7 | 30,4 | 74,7 | 0,9 | 0,8 | 0,2 | 0,0 | 3,2 |

### G League
| Anno       | Squadra         | PG | PT | MP   | TC%  | 3P%  | TL%  | RP  | AP  | PRP | SP  | PP   |
| ---------- | --------------- | -- | -- | ---- | ---- | ---- | ---- | --- | --- | --- | --- | ---- |
| 2015-2016  | G. Rapids Drive | 3  | 3  | 32,8 | 49,0 | 44,0 | 80,0 | 3,7 | 2,7 | 2,3 | 0,7 | 25,7 |
| 2016-2017  | G. Rapids Drive | 4  | 4  | 34,1 | 45,9 | 40,6 | 76,5 | 5,8 | 2,5 | 0,8 | 0,0 | 23,5 |
| 2017-2018† | Austin Spurs    | 36 | 31 | 28,4 | 47,5 | 40,2 | 84,5 | 4,5 | 3,8 | 1,1 | 0,4 | 20,7 |
| Carriera   | Carriera        | 43 | 38 | 29,3 | 47,5 | 40,6 | 83,4 | 4,6 | 3,6 | 1,1 | 0,4 | 21,3 |

### Eurolega
| Anno      | Squadra          | PG  | PT | MP   | TC%  | 3P%  | TL%  | RP  | AP  | PRP | SP  | PP   |
| --------- | ---------------- | --- | -- | ---- | ---- | ---- | ---- | --- | --- | --- | --- | ---- |
| 2018-2019 | Saski Baskonia   | 34  | 11 | 20,5 | 41,3 | 32,2 | 77,5 | 2,9 | 1,1 | 0,7 | 0,1 | 9,4  |
| 2019-2020 | CSKA Mosca       | 27  | 12 | 20,3 | 40,9 | 41,2 | 79,6 | 2,4 | 1,2 | 0,6 | 0,1 | 10,6 |
| 2020-2021 | CSKA Mosca       | 37  | 30 | 19,4 | 38,3 | 32,7 | 85,7 | 2,0 | 1,1 | 0,6 | 0,2 | 8,7  |
| 2021-2022 | Bayern Monaco    | 20  | 9  | 24,3 | 43,3 | 38,5 | 79,7 | 3,0 | 1,8 | 1,1 | 0,2 | 13,7 |
| 2022-2023 | Maccabi Tel Aviv | 32  | 4  | 13,5 | 40,9 | 44,7 | 96,2 | 1,4 | 1,1 | 0,3 | 0,0 | 5,6  |
| Carriera  | Carriera         | 150 | 66 | 19,2 | 40,7 | 37,4 | 81,7 | 2,3 | 1,2 | 0,6 | 0,1 | 9,2  |

## Palmarès
- Campione NBA D-League (2018)
- VTB United League: 1

CSKA Mosca: 2020-21
- Campionato israeliano: 1

Maccabi Tel Aviv: 2022-2023
- Coppa di Lega israeliana: 1

Maccabi Tel Aviv: 2022